# Геноцид українців
Національні парламенти низки країн, зокрема Польщі, України, Канади, Естонії, Латвії, Литви та Ірландії визнали, що під час широкомасштабного вторгнення в Україну Російською Федерацією здійснюється акт геноциду українського народу. Вчені та оглядачі, зокрема Тімоті Снайдер, Грегорі Стентон, Євген Фінкель та правознавці, такі як Отто Лухтерхандт і Захар Тропін, стверджували, що Росія здійснює акт геноциду в Україні. У всебічній доповіді Центру прав людини Рауля Валленберга зроблено висновок, що під час російського вторгнення в Україну існує «дуже серйозний ризик геноциду».
Геноцид включає воєнні злочини, ключовими складовими яких є, зокрема, масові тортури, вбивства та депортації українців, сексуальне насильство, насильницькі переміщення українських дітей, у тому числі до системи освіти Російської Федерації, захоплення та цілеспрямоване знищення об'єктів цивільної, енергетичної та господарської інфраструктури. Системні дії органів влади Російської Федерації розраховані на поступове знищення українського народу як нації та зросійщення України. Геноцид, влаштований Збройними силами Російської Федерації в Україні під час російсько-української війни, став найбільшим у Європі з часів Другої світової війни.
Під час широкомасштабного російського вторгнення в Україну 2022 року, коли стало відомо про жертви масових звірств росіян на Київщині, на сайті російського державного видання РИА Новости було опубліковано статтю «Что Россия должна сделать с Украиной?» з «обґрунтуванням» геноциду українців. У статті містяться заклики до проведення репресій, деукраїнізації, деєвропеїзації й етноциду українського народу. Президент України Зеленський заявив, що ця стаття буде одним з доказів для майбутнього трибуналу (Див. Визнання геноциду українців (2022)).
У квітні 2022 року з'явились моторошні знімки з деокупованих населених пунктів Київської області з ознаками геноциду. 14 квітня 2022 року Верховна Рада України прийняла Постанову про Заяву ВРУ «Про вчинення РФ геноциду в Україні», визнавши дії, вчинені РФ під час останньої фази збройної агресії РФ проти України, яка розпочалася 24 лютого 2022 року, геноцидом українського народу.. Вказується, що акти геноциду в діях Росії проявляються, зокрема, у вчиненні масових звірств в містах Буча, Бородянка, Гостомель, Ірпінь та інших.
27 квітня 2023 року ПАРЄ визнала депортацію та насильницьке переміщення українських дітей на територію Російської Федерації, як такими, що мають ознаки геноциду.
22 травня 2023 року Парламентська асамблея НАТО визнала злочини Росії проти України геноцидом.

## Термін
Ідеологом і автором Конвенції ООН про запобігання злочину геноциду та покарання за нього є американський юрист єврейського походження Рафал Лемкін, який здобував право у Львівському університеті Яна Казимира. Щодо Голодомору 1932—1933 років Лемкін висловлювався так:
|                                              | Це не просто справа масового вбивства. Це є справа геноциду, знищення не лише окремих осіб, але й культури і нації. Навіть якби було можливо досягти (знищення культур і націй) без страждань, ми все-таки були б змушені це засудити, бо все те, що формує націю – споріднення умів, єдність ідей, мови і звичаїв – становить один із найважливіших наших засобів цивілізації і прогресу |
| — Рафал Лемкін, Радянський геноцид в Україні | |

«Навмисне створення умов для повного (або часткового) знищення расової, релігійної, національної, етнічної групи як таких» — таким є визначення геноциду, відповідно до Конвенції ООН про запобігання злочину геноциду та покарання за нього 1948 року.
Стаття II Конвенції визначає п'ять дій, які відповідають визначенню «геноцид». Всі вони були скоєні російськими військовими в Україні, зауважують фахівці:
1. вбивство членів групи (національної, етнічної, расової чи релігійної);
2. заподіяння тяжких тілесних або психічних ушкоджень членам групи;
3. навмисне створення для групи умов життя, розрахованих на її фізичне знищення повністю або частково;
4. вжиття заходів, спрямованих на запобігання народженню всередині групи;
5. примусове переведення дітей з групи в іншу групу.

Сучасний термін «геноцид» застосовувався нечасто: до Голокосту, геноцидів циган і вірменів, до Руанди, Камбоджі та геноциду боснійців — того, що міжнародні військові та кримінальні трибунали визнали міжнародними злочинами.

## Історія

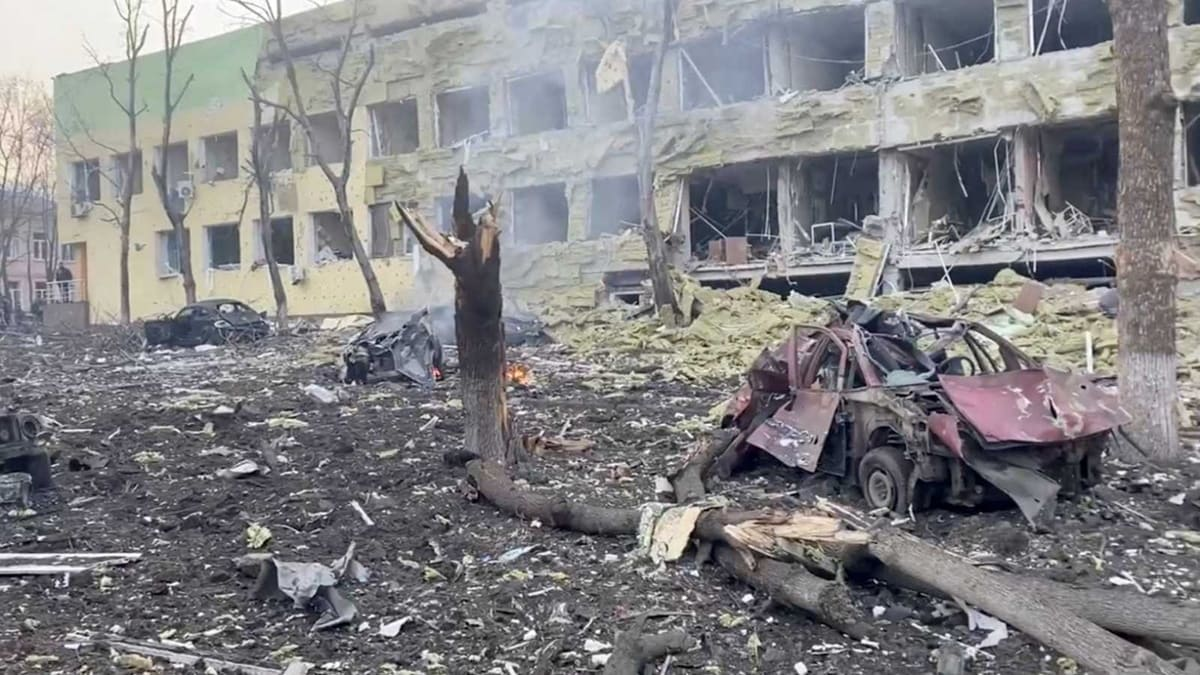
Обстріляна російськими військами міська лікарня № 3 у Маріуполі. Донецька область, 9 березня 2022 року

На початку квітня 2022 року на шпальтах світових видань з'явились моторошні знімки з деокупованих населених пунктів на Київщині. Так, наприклад, після відходу російських військ із Бучі наприкінці березня з'явилися докази численних звірств, вчинених загарбниками під час окупації регіону. 18 понівечених тіл убитих чоловіків, жінок і дітей знайшли в підвалі. Огляд тіл виявив сліди катувань; відрізані вуха та вирвані зуби. Трупи інших убитих мирних жителів залишили на дорозі, імовірно, деякі з них загинули від російської вибухівки як приманки перед тим, як воєнні злочинці відступили.
Міський голова Бучі Анатолій Федорук повідомив про виявлення братської могили, де поховали 280 людей, а по вулицях залишилися лежати десятки трупів, деякі з яких із зав'язаними руками.
Фотодокази побаченого журналістами після звільнення українською армією населених пунктів Буча, Гостомель, Ірпінь, Бородянка, Мотижин супроводжувалися в соціальних мережах гештеґами #BuchaMassacre і #PutinGenocide, а самі злочини російської армії проти України та українців в населених пунктах Київської області отримали назву «Бучанська різанина». Деякі світлини Meta Platforms і Twitter закривали для перегляду — подібне, мовляв, «порушує норми спільноти», є контентом «делікатним».
Міністр закордонних справ України Дмитро Кулеба закликав приїхати до Бучі місію Міжнародного кримінального суду. Як дипломат і юрист із міжнародного права Кулеба розраховує, що зібрані докази надалі використовуватимуться у міжнародних судах задля притягнення до відповідальності винних у звірствах:
|                 | «Бучанська різанина» була навмисною, вважає Кулеба, росіяни прагнуть знищити якомога більше українців, що само по собі є однією з ознак геноциду. |
| — Дмитро Кулеба | |

4 квітня 2022 року на сайті російського державного інформаційного агентства РИА Новости була опублікована стаття «Что Россия должна сделать с Украиной?» з обґрунтуванням геноциду українців, у якій містяться заклики до проведення репресій, деукраїнізації, деєвропеїзації, та до геноциду й етноциду українського народу. Президент України Володимир Зеленський заявляє, що стаття на сайті державного російського агентства РИА Новости, в якій обґрунтовується геноцид українців, буде одним з доказів для майбутнього трибуналу.
14 квітня 2022 року Верховна Рада України прийняла Постанову про Заяву Верховної Ради України «Про вчинення Російською Федерацією геноциду в Україні», визнавши дії, вчинені Російською Федерацією під час останньої фази збройної агресії Російської Федерації проти України, яка розпочалася 24 лютого 2022 року, геноцидом українського народу. Вказується, що акти геноциду в діях Росії проявляються, зокрема, у вчиненні масових звірств в містах Буча, Бородянка, Гостомель, Ірпінь та інших.
Парламенти Естонії та Латвії ухвалили 21 квітня 2022 року заяву, в якій визнає дії російських збройних сил і військово-політичного керівництва геноцидом проти українського народу та закликає підтримати розслідування цих злочинів.
20 серпня 2022 року постійний представник Російської Федерації при міжнародних організаціях у Відні Михайло Ульянов у відповідь на пост подяки президента України Володимира Зеленського за новий пакет військової допомоги від США опублікував у Твітері допис із закликом не щадити українське населення. Згодом ульянов видалив свій пост. Голова Верховної Ради України Руслан Стефанчук звернувся до федерального президента Австрії Александера ван дер Беллена та федерального канцлера Карла Негаммера з вимогою визнати Михайла Ульянова персоною нон ґрата та депортувати його до РФ через його геноцидальні заклики.
28 серпня 2022 року російський пропагандист Ігор Мангушев публічно закликав до геноциду українців тримаючи у руці череп захисника «Азовсталі». Попри порушення низки законів Російської Федерації, проти нього в Росії не було порушено кримінального провадження.

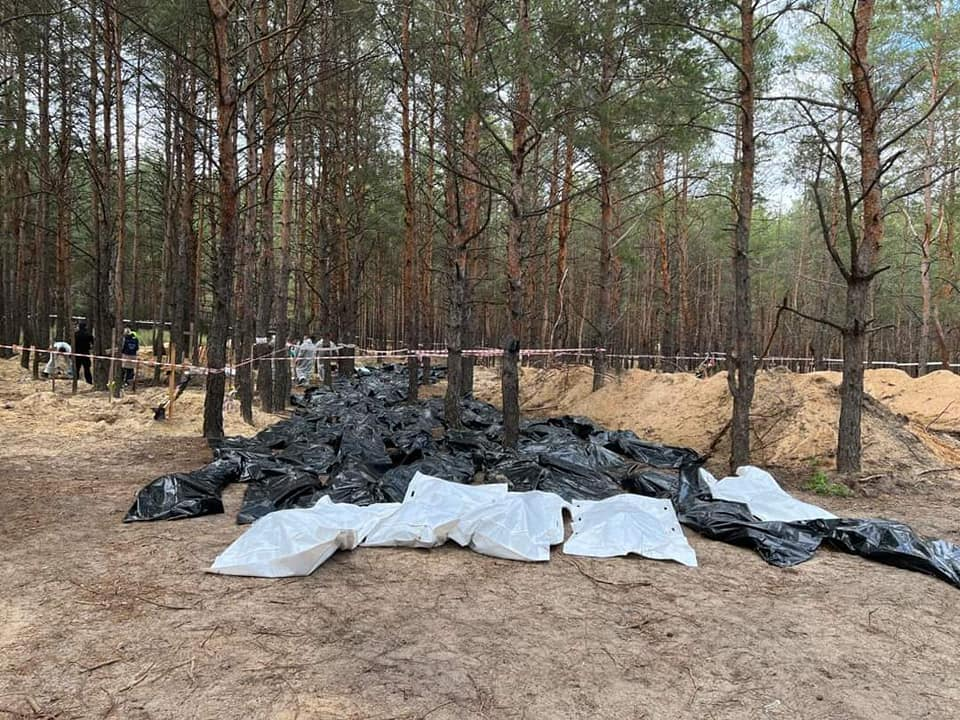
Ексгумація тіл із масових поховань під Ізюмом. Харківська область, 23 вересня 2022 року

Коли українські війська увійшли до міст Балаклія та Ізюм у вересні 2022 року, вони виявили численні місця, де російські окупаційні війська утримували українців, катували та страчували їх.
17 квітня 2023 року Національна прокуратура Польщі долучилася до розслідування випадків геноциду в Україні.
19 квітня 2023 Голова Комітету Палати представників США із закордонних справ Майкл Маккол у присутності жертв російської агресії (жінки що пережила окупацію Херсонщини та підлітка якого примусово було вивезено до Росії) заявив: «Це більше ніж воєнні злочини. Це більше ніж злочини проти людяності. Те, що ми спостерігаємо в Україні, — це геноцид».
27 квітня 2023 року ПАРЄ визнала депортацію та насильницьке переміщення українських дітей на територію Російської Федерації, як такими, що мають ознаки геноциду. ПАРЄ закликала Міжнародний кримінальний суд розглянути можливість кримінального переслідування за цей злочин. Окремо, ПАРЄ визнала самопроголошеного президента Білорусі Олександра Лукашенка причетним до геноциду українців.
Як зазначав французький юрист Еммануель Доуд, напади на частину населення з метою асиміляції цього населення, у даному випадку українських дітей, достатньо, щоб кваліфікувати те, що відбувається як геноцид.

### Позасудові арешти
На всіх окупованих територіях російські війська затримували українських цивільних за заздалегідь складеними списками, зокрема, представників місцевого самоврядування, лідерів громадської думки, проукраїнських активістів, журналістів. Особлива увага приділялася діючи/колишнім військовослужбовцям. Зниклими безвісти вважаються близько 37 000 осіб.

### Тортури
Під час окупації села Ягідне Чернігівської області у березні 2022 року військовослужбовці Збройних сил Російської Федерації упродовж 28 днів тримали у підвалі школи 366 людей. Тоді від задухи померли 11 людей — масові вбивства в Ягідному.
В Україні на всіх територіях, звільнених Силами оборони від російських окупантів до 7 грудня 2023 року, виявлено катівні та місця незаконного утримання — 104 катівні у 8 областях України. Найбільша кількість катівень виявлена у Харківській області — 25 катівень, Запорізькій — 18, Херсонській — 11 та Донецькій — 10. Відомо про 19 катівень на території російської федерації.
На 7 грудня 2023 у російському полоні перебуває 28 тисяч цивільних українців. Українці після повернення додому перебувають у важкому стані — «Найбільша, офіційно зафіксована втрата ваги людини за 5 місяців російського полону – 77 кілограмів».

## Судовий процес

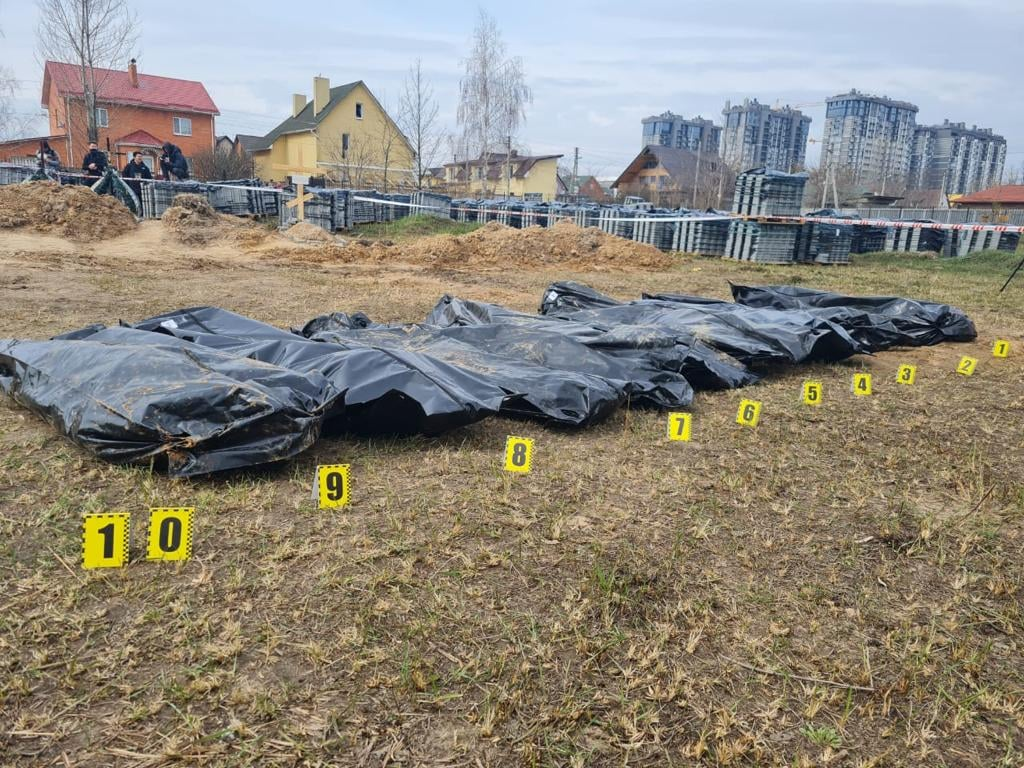
У Бучі після російської окупації міста мішки з убитими мирними жителями

Наразі йде процес збирання доказів геноциду українців Російською Федерацією.
На початку березня 2022 року головний прокурор Міжнародного кримінального суду Карім Ахмад Хан у відповідь на звернення 39 країн розпочав розслідування звинувачень у воєнних злочинах, а також злочинах проти людяности чи геноциді в Україні «будь-якою особою» з листопада 2013 року. Попереднє розслідування встановило «достатні підстави вважати, що були вчинені злочини, віднесені до юрисдикції суду» та «визначило потенційні випадки, які можуть бути допустимими».
4 березня 2022 року Рада ООН з прав людини створила незалежну міжнародну комісію з розслідування геноциду українців. Окремо проводилися й інші розслідування, ініціаторами яких були незалежні держави.
Як вважають експерти, судовий процес займе роки, і залучення до суду верхівки російської влади є малоймовірним. Але свідчень, що Володимир Путін та його оточення заперечують сам факт існування українського народу — достатньо, вважають правознавці. Професор і содиректор Центру майбутнього війн Деніел Ротенберґ гадає, що Володимир Путін сам створив наратив, який виправдовує російську агресію, який включає відмову визнати, що є такі люди — українці, які мають право на існування та самовизначення.
Доказами наміру також можуть бути заяви, які оприлюднюють державні ЗМІ. Наприклад, стаття у прокремлівському агентстві новин «РИА Новости», під назвою «Что Россия должна сделать с Украиной?»:
| | Я читав цю статтю у перекладі англійською, і вона ретранслює ідею геноциду. Я не маю жодних сумнівів. Як дослідник, я дивлюся на неї і розумію: так це саме про те, що українці не мають права на існування як нації. |
| — Ернесто Вердея з Інституту вивчення геноциду (США), Збирати докази геноциду Путіна щодо українців необхідно - правознавці | |

## Міжнародна реакція

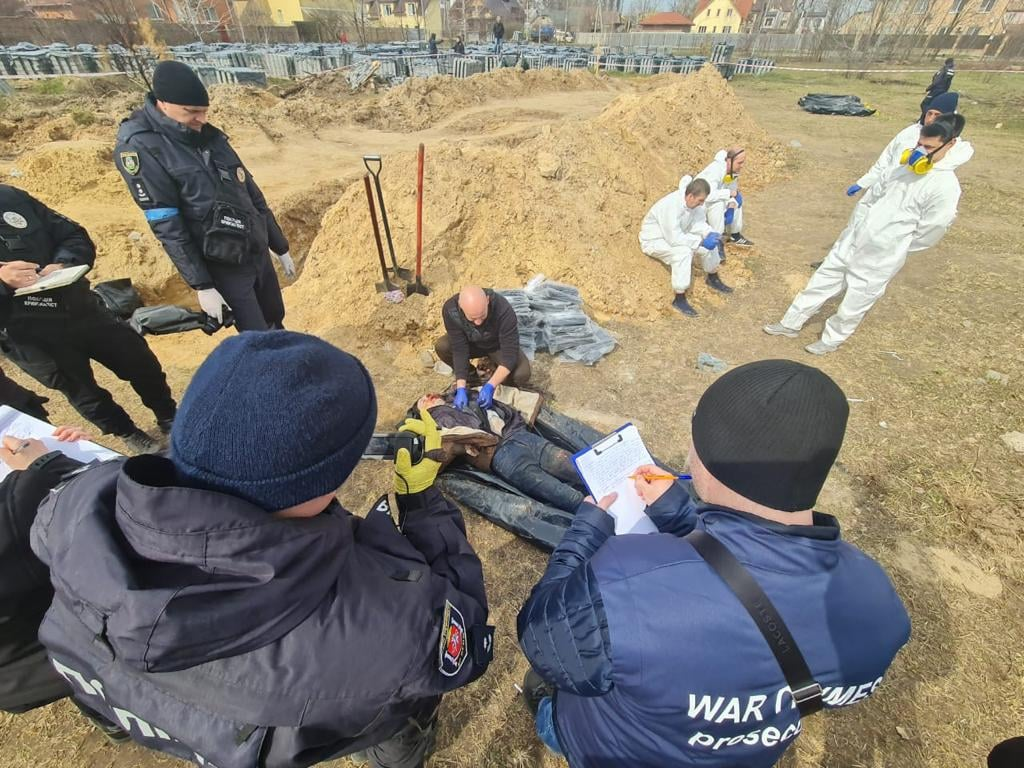
Ексгумація тіл із масового поховання у Бучі. Київська область, 8 квітня 2022 року

Про визнання геноцидом злочинів Росії в Україні йдеться у спільній заяві голів комітетів закордонних справ Литви, Латвії, Естонії, Польщі, Румунії та Чехії, заяві Сейму Польщі тощо, повідомив голова комітету Верховної Ради з питань зовнішньої політики та міжпарламентського співробітництва Олександр Мережко.
Президент України Володимир Зеленський виступив 3 квітня, звинувативши російські війська у скоєнні геноциду в місті Буча, і сказав керівникам Кремля, що вони мають приїхати до Бучі, щоб побачити, що зробили їхні військові. Керівник Офісу президента України Андрій Єрмак заявив, що те, що зробила Росія у Бучі, Ірпені, Гостомелі, Бородянці, робить у Маріуполі та на українській території — справжній геноцид українського народу.
Колишній президент США Дональд Трамп приєднався до президента Байдена, який назвав війну Росії в Україні геноцидом.
Павло Клімкін упевнений, що проголошена Російською Федерацією так звана «денацифікація» в Україні насправді означає тотальні зачистки всього українського. Віднині, вважає Клімкін, «розмови із Заходом мають починатися демонстрацією фото з Бучі».
Дипломат і юрист із міжнародного права посол України в ФРН Андрій Мельник звернувся до німецького федерального уряду: «Росія здійснює геноцид посеред Європи. А Німеччина сумлінно фінансує ці масові вбивства».
Науковий директор Фонду «Демократичні ініціативи» імені Ілька Кучеріва Олексій Гарань заявив, що геноцид українського народу, який влаштували російські солдати, стане вироком для всієї Російської Федерації. Гарань додав, що в статті кремлівського ЗМІ «РИА Новости» цілеспрямовано закликають до деукраїнізації України та репресій проти українців.
Шведська топмодель і колишній «ангел» Victoria's Secret Ельза Госк відреагувала на жорстокі звірства, які скоїли російські військові в Бучі та Ірпені. Модель опублікувала у своєму Instagram-акаунті сторіз на підтримку України та закликала зупинити геноцид українського народу.

### Держави
- — до аналогії української Бучі у 2022 році та боснійського містечка Сребрениця у 1995-му вдався голова комітету закордонних справ парламенту Естонії Марко Міхкельсон: «Бучанська різанина — це українська Сребрениця. Ось що означає „денацифікація“ для Росії».[71]
- — прем'єр-міністр Іспанії Педро Санчес заявив, що російські війська можливо зайшли так далеко, що вчинили геноцид у Бучі.[72]
- — прем'єр-міністр Канади Джастін Трюдо вважає правильним, що все більше політиків використовують слово «геноцид», говорячи про війну Росії проти України, незважаючи на те, що існує формальний процес визначення геноциду.[73][74]
- — президент Колумбії Іван Дуке назвав геноцидом те, що відбувається в Україні.[75][76]
- — прем'єр-міністр Косово Альбін Курті закликав до справедливости, написавши в Твіттері: «Братські могили, люди, жорстоко вбиті з відсутніми частинами тіл, спалені будинки та міста, перетворені на руїни, — це все знайомі сцени з режимів геноциду. Винуватці Бучанської різанини мають бути притягнуті до відповідальности, а Росія має бути притягнута до відповідальности».
- — прем'єр-міністр Латвії Кріш'яніс Каріньш вважає, що дії Росії в Україні відповідають поняттю геноциду, «за всіма ознаками, Росія намагається знищити український народ. На мою думку, це геноцид», — сказав Карінш.[77]
- — комітет із закордонних справ парламенту Литви закликав міжнародне співтовариство засудити воєнні злочини, вчинені Росією, і кваліфікувати їх як геноцид.[78]
- — президент Польщі Анджей Дуда заявив, що після кадрів із Бучі під Києвом, складно заперечувати, що військові Російської Федерації здійснюють геноцид в Україні.[79][80] Прем'єр-міністр Польщі Матеуш Моравецький закликав негайно провести саміт ЄС щодо злочинів російських військових в Україні: «Злочин геноциду має бути покараний, належним чином описаний, задокументований і осуджений. Ми пропонуємо створити міжнародну комісію для розслідування цього злочину».[81]
- — Російська Федерація заперечує причетність до злочинів проти цивільних у Бучі, називаючи їх «провокацією» України.
- — прем'єр-міністр Сполученого Королівства Борис Джонсон заявив, що докази злочинів проти мирних жителів у Бучі не виглядають «далеко від геноциду».[36]
- — заступниця держсекретаря США з політичних питань Вікторія Нуланд заявила,[82] що зібрані докази, ймовірно, підтвердять слова президента США Джо Байдена про те, що дії Російської Федерації в Україні є геноцидом[83] і США з високою імовірністю офіційно визнає це як акт геноциду.[84]

### Визнання
23 березня 2022 року Сейм Польщі ухвалив резолюцію про вчинення Росією воєнних злочинів, злочинів проти людства та порушення прав людини на території України. Відповідно до резолюції Польща засудила акти геноциду та інші порушення міжнародного права, вчинені російськими військами на території України. У постанові зазначено, що ці злочини скоєні «за наказом головнокомандувача президента Володимира Путіна».

Країни, які офіційно визнають геноцид українців під час російського вторгнення в Україну актом геноциду

14 квітня 2022 року Верховна Рада України ухвалила постанову «Про вчинення Російською Федерацією геноциду в Україні», якою дії російських військ та російського керівництва в Україні визнаються геноцидом українського народу. Згідно із заявою Ради щодо постанови, акти геноциду з боку Росії включають:
- масові звірства, вчинені російськими військами на тимчасово окупованих територіях
- систематичні випадки умисного вбивства мирного населення
- масові депортації мирного населення
- переміщення українських дітей-переселенців до системи освіти Російської Федерації
- захоплення та цілеспрямоване знищення об'єктів господарської інфраструктури
- системні дії Російської Федерації, розраховані на поступове знищення українського народу

Радою молодих учених при МОН створено інтерактивну мапу «Визнання вчинених злочинів геноциду російською федерацією в Україні».
Список країн, які визнають воєнні злочини РФ в Україні геноцидом:
- Україна[90]
- Польща[85]
- Естонія[91]
- Латвія[92][93]
- Литва[94]
- Канада[95]
- Чехія[96]
- Ірландія[97]

## Вшанування пам'яті жертв
Президент Молдови Мая Санду назвала Бучанську різанину «злочинами проти людяности» й оголосила 4 квітня 2022 року в Республіці Молдова Днем національної жалоби в пам'ять усіх українців, загиблих у російсько-українській війні.
Сейм Латвії встановив 9 травня 2022 року Днем пам'яті жертв російської агресії проти України — цивільними мешканцями і захисниками України. У День пам'яті на будівлях має бути розміщений жалобний латвійський державний прапор, а український прапор має бути вивішений поряд із латвійським національним прапором на Святодухівській вежі Ризького замку, резиденції президента, головних будівлях Сейму та Кабінету Міністрів.

## Екоцид
Із початку повномасштабного вторгнення РФ на територію України, дії російської армії спричинили значне забруднення ґрунтів, повітря, водних ресурсів, а також призвели до загибелі великої кількості тварин.

## Ґеноцид тварин
З початком інтервенції на українську територію було вчинено акти екоциду та ґеноциду тварин на українській території окупаційними військами РФ. Як наслідок, під загрозою знищення перебуває понад 80 видів тварин в Україні. В місті Ірпінь було зафіксоване масове варварське знищення тварин російськими солдатами. В Україні режисером Стасом Капраловим, було відзнято документальний фільм "У пошуках Ніки", про геноцид тварин під час війни в Україні.

## Лінгвоцид
Оприлюднена доповідь генерального секретаря ООН Антоніу Гутерреша щодо порушення прав людини в Криму підтвердила катастрофічне становище української мови на півострові. Кількість тих, хто має можливість навчатися українською мовою або вивчати українську як звичайний предмет, факультативний курс або в рамках позакласних занять, продовжує знижуватися. Більше того, у доповіді констатується розбіжність між офіційним мовним статусом школи або класу з викладанням українською чи кримськотатарською мовами і фактичним їх використанням в навчальній програмі. Наявність можливості навчання кримськотатарською та українською мовами і вивчення цих мов як предметів не задовольняють наявного попиту.
На території Донецької та Луганської областей, яка була окупована російськими військами в 2022 році, вороги продовжують політику деукраїнізації закладів освіти, тобто без викладання української мови, української літератури та історії України. Російські війська на тимчасово окупованих територіях вилучали та знищували українську літературу та підручники історії України.

За словами мера Мелітополя Запорізької області Івана Федорова, російські окупанти змушують вчителів міста здійснювати навчальний процес у школах російською мовою. Депутатка Запорізької обласної ради Олена Бодасюк заявила, що російські сили чинять тиск на освітян і в тимчасово окупованому Бердянську, але, за даними депутатки, безрезультатно.
«Ведуться наполегливі розмови про відновлення навчального процесу незрозуміло за якою програмою, але російською мовою. Зрозуміло, що ніхто не дає згоди, але тиск йде хвилею по керівництву шкіл. Проблема в тому, що діти сидять ізольовано по домах, під наглядом батьків. І діти у закритому просторі вже протягом місяця, і це, скажімо так, — проблема», — зазначила Бодасюк.
На території окупованого Криму самопроголошена «влада» навесні 2022 року створила так звані табори перекваліфікації для вчителів з Херсонської, Харківської та Запорізької областей з метою переведення їх на «російські стандарти навчання». Так звані «російські стандарти освіти» застосовувалися і щодо викрадених з окупованих територій українських дітей. Їх примушували вивчати російську мову, оскільки, на думку окупантів, діти з України недостатньо володіють нею.

## Культурний ґеноцид
Термін культурний ґеноцид було вперше запропоновано в концепції науковця Рафала Лемкіна, та розвинено в науковій праці Е. Новича, який визначає культурний ґеноцид як акти «систематичного знищення традицій, цінностей, мови, та інших елементів, які відрізняють одну групу людей від іншої».
Культурний ґеноцид спрямований на знищення національної ідентичності та подальшу асиміляцію на культуру агресора. За даними ЮНЕСКО з початку масштабних військових подій з лютого 2022 р., на території України відбувалося знищення російськими військами об'єктів української національної спадщини, національних пам'яток, бібліотек, музеїв, закладів освіти на суму понад 3,5 млрд доларів.
Станом на квітень 2023 року за даними МОН, в Україні російським агресором було пошкоджено або зовсім знищено 2,8 тис. освітніх закладів.
Згідно з оцінкою ООН Україні було завдано значних збитків, внаслідок подій, які не відбулися у культурній, мистецькій, розважальній сферах на суму близько 19 млрд доларів.

## Урбоцид
Термін урбоцид застосовується для позначення актів цілеспрямованого знищення міст, як осередків цивілізації з метою перетворення розвинених міст в місця виживання для мешканців цих міст, та витіснення їх з обжитих територій, знищення культурного, економічного, соціального рівня міст. Найтрагічнішими прикладами урбоциду в Україні є руйнування окупаційними російськими військами міст: Маріуполя та Бахмута, Волновахи, Рубіжного, Лимана, Ізюма, Попасної.

### Книги
- Василенко В. Голодомор 1932—1933 років в Україні як злочин геноциду: правова оцінка. — К. : Вид-во імені Олени Теліги, 2009. — 48 с. — К-2 [9(С2)25/В19.
- Голодомор 1932—1933 років: Геноцид українського народу: Виставка [Архівовано 20 січня 2022 у Wayback Machine.] / Автори виставки: Д. Гетьман, І. Юхновський; Український ін-т національної пам'яті. — К. : Вид-во ім. О. Теліги, 2008. — 48 с. — К-2 [9(С2)25/Г61].
- Захаров Є. Чи можна кваліфікувати голодомор 1932—1933 років в Україні та на Кубані як геноцид? [Архівовано 20 січня 2022 у Wayback Machine.] — Х. : Права людини, 2008. — 48 с. — К-2 [9(С2)25/З-38].
- Кульчицький С. Голод 1932—1933 рр. в Україні як геноцид: мовою документів, очима свідків. — К. : Наш час, 2008. — 239 с. — К-2 [9(С2)25/К90].Тернопільський енциклопедичний словник : у 4 т. / редкол.: Г. Яворський та ін. — Тернопіль : Видавничо-поліграфічний комбінат «Збруч», 2004. — Т. 1 : А — Й. — С. 384. — ISBN 966-528-197-6.
- Листи з Харкова. Голод в Україні та на Північному Кавказі в повідомленнях італійських дипломатів. 1932—1933 роки / [упоряд. та вступ. ст. Андреа Ґраціозі ; передмов. Ніколи Франко Баллоні ; наук. ред. укр. вид. Ю. Шаповал ; пер. з іт. Мар'яни Прокопович] ; Італ. ін-т культури в Україні. — Х. : Фоліо, 2007. — 255 с. — Дод. тит. арк. італ. — Текст укр. — Пер. вид. : Lettere da Kharkov. La carestia in Ucraina e nel Caucaso del Nord nei rapporti dei diplomatici italiani, 1932—1933. — Torino, 1991. — 2000 прим. — ISBN 978-966-03-4063-3
- Марочко B. Голодомор 1932—1933 років в Україні: Хроніка / В. Марочко, О. Мовчан. — К. : Вид. дім «Києво-Могилянська академія», 2008. — 294 с. ISBN 978-966-518-477-5.
- Мейс Джеймс: «Ваші мертві вибрали мене…» / За заг. ред. Л. Івшиної. — К. : ЗАТ «Українська прес-група», 2008. — 672 с. — К-2 [9(С2)25/Д40].
- Український голокост. 1932—1933: Свідчення тих, хто вижив. ВД «Києво-Могилянська академія». 2005. с. 296. Архів оригіналу за 28 жовтня 2019. {{cite book}}: |редактор1-ім'я= з пропущеним |редактор1-прізвище= (довідка); Cite має пустий невідомий параметр: |редактор1-прізвище Мицик= (довідка)
- Пам'ять народу: геноцид в Україні голодом 1932—1933 років. Свідчення. Книга перша. — ВД «КАЛИТА». Упорядники: О. Веселова, О. Нікілєв.
- Сергійчук В. «Як нас морили голодом». На основі невідомих досі матеріалів з колишніх таємних архівів простежено геноцид українського народу в XX ст. Уперше в одному дослідженні мовою документів розповідається про три штучні голодомори, що були організовані в Україні, — 1921—1923, 1932—1933 та 1946—1947 років.
- / Український інститут національної пам'яті. — Львів-Київ : Часопис, 2015. — 80 с. — ISBN 978-966-2720-17-4.
- Страта голодом: Пер. з англ./ Семен Старів; За ред. Р. Доценка. — К. : Українознавство, 1997. − 250 с.: іл. — ISBN 5-7770-0895-Х.
- Трагедія голодомору в Україні 1932—1933 рр. у пам'яті народній: Матеріали науково-практичної конференції (м. Харків, 22 листопада 2007 р.) / Відп. за вип. П. Є. Минко. — Х.: Вид-во ХарРІ НАДУ, 2008. — 188 с. — К-2 [9(С2)24/Т65].
- Тридцять три запитання і відповіді про Голодомор-геноцид / Н. В. Лапчинська ; [Н. В. Лапчинська]. — Дрогобич: Коло, 2018. — 88 с. — ISBN 617-642-391-1.
- Улянич Володимир. Терор голодом і повстанська боротьба проти геноциду українців у 1921—1933 роках. — К. : МАУП, 2004. — 84 с.
- Хмельковський Л. 136 призвідців Голодомору. — Львів : «Свічадо», 2009. — 136 с. — К-2 [9(С2)25/Х65].
- Цвілюк С. А. Трагедія нескореної нації: Монографія. — 2-ге вид., доп. — О. : «Астропринт», 2008. — 264 с. — К-2 [9(С2)25/Ц28].
- Штучні голоди в Україні XX століття: матер. Міжнар. конф.; Київ, 16 травня 2018 р. — Київ; Дрогобич: Коло, 2018. — 368 с.
- Гроссман В. Все течет [Архівовано 1 грудня 2016 у Wayback Machine.]. — Повість (перша згадка в художній літературі). (рос.)
- Таугер М. Голод, голодомор, геноцид: Голод, сельское хозяйство и советская сельскохозяйственная политика. — Пер. с англ. — К.: Еженедельник «2000»: Изд-во «Довіра», 2008. — 427 с. — К-2 [9(С2)25/Т23].
- Енн Еплбаум «Червоний Голод: Війна Сталіна з Україною» (англ. Anne Applebaum «Red Famine: Stalin's War on Ukraine»[1]

1. ↑  «Червоний голод» — війна Сталіна з українцями і українофобія спадкоємців СРСР. Архів оригіналу за 15 березня 2018. Процитовано 15 березня 2018.

### Інтернет-ресурси
Геноцид українського народу. Спеціальний розділ офіційного вебпорталу Державного комітету архівів України [Архівовано 31 березня 2022 у Wayback Machine.].(рос.)
- Infoukes.com: The Artificial Famine/Genocide in Ukraine 1932-33 [Архівовано 24 листопада 2016 у Wayback Machine.].

### Статті та окремі дослідження
- «Чи був Голодомор 1933 р. геноцидом?» 20.09.2006 (ч. 1) [Архівовано 5 березня 2022 у Wayback Machine.], (ч. 2) [Архівовано 29 березня 2022 у Wayback Machine.], ]
- Веселова О. «Пам'ятні знаки і пам'ятники жертвам голоду-геноциду 1932—1933 років в Україні» [Архівовано 10 березня 2022 у Wayback Machine.] // «Проблеми історії України: факти, судження, пошуки». Міжвідомчий збірник наукових праць. — Вип. 13.
- Депортація українців: жорстокість, військовий конвой, втрата рідної домівки [Архівовано 15 вересня 2021 у Wayback Machine.] // Український інститут національної пам'яті
- Веселова О. [Архівовано 15 березня 2022 у Wayback Machine.] «Пам'ять про жертви голоду-геноциду 1932—1933 років в Україні: смертність й ушанування загиблих» // «Проблеми історії України: факти, судження, пошуки». Міжвідомчий збірник наукових праць. — Вип. 10.
- Бажан О. Г. Депортації в ретроспективі української історії [Архівовано 9 червня 2016 у Wayback Machine.] // Енциклопедія історії України : у 10 т. / редкол.: В. А. Смолій (голова) та ін. ; Інститут історії України НАН України. — К. : Наукова думка, 2004. — Т. 2 : Г — Д. — 518 с. : іл. — ISBN 966-00-0405-2.
- Граціозі А. «Концепція постгеноцидного суспільства Джеймса Мейса встановлює порядок денний на майбутнє» [Архівовано 5 березня 2022 у Wayback Machine.] (Діалог з Ігорем Сюндюковим)
- Голодомор 1932—1933 рр. як етнічний та культурно-духовний геноцид українського народу: історіографія питання / Л. О. Слободян // Вісник Академії праці і соціальних відносин Федерації профспілок України. — 2013. — № 3. — С. 100—109.
- Голодомор-геноцид 1932—1933 років в Україні: політичний дискурс / В. І. Марочко // Історична пам'ять. — 2014. — № 30—31. — С. 53—62.
- Сергійчук В. Наповнення перших класів українських шкіл у 1933—1940 роках як свідчення катастрофічних втрат дітей під час Голодомору-геноциду [Архівовано 10 березня 2022 у Wayback Machine.] // Народна творчість та етнологія, № 2 (голов ред Г Скрипник); НАН України, ІМФЕ ім. М Рильського. — К., 2020. — С. 68—86.
- Мусієнко І. Депортації населення з території Північної Буковини та Хотинщини в 1941—1951 рр. // Український альманах 2010. — Warszawa Варшава: Об'єднання українців в Польщі, 2010. — С. 187—201. [Архівовано 3 квітня 2016 у Wayback Machine.]
- Мусієнко І. Політичні репресії на Північній Буковині та Хотинщині у 1940—1941 рр. // З архівів ВУЧК-ГПУ-НКВД-КГБ. — Київ, 2000. — № 2–4. — С. 472—485. [Архівовано 14 квітня 2022 у Wayback Machine.]
- Юридичні дослідження:
  - Висновок Національної комісії із зміцнення демократії та утвердження верховенства права щодо правового визначення Голодомору 1932—1933 років в Україні як геноциду українського народу по відношенню до визначення, сформульованого у Конвенції ООН про запобігання злочину геноциду та покарання за нього 1948 року // Архіви України. — 2008. — № 3—4(261). — С. 63—74.
  - Голодомор 1932—1933 років в Україні як геноцид української нації: суб'єктивна сторона злочину / М. Антонович // Мандрівець. — 2013. — № 6. — С. 4—8.
  - Голодомор 1932—1933 років в Україні як геноцид української нації: суб'єктивна сторона злочину / М. Антонович // Мандрівець. — 2013. — № 6. — С. 4—8.
- Полеміка:
  - Євген Зарудний «Деконструкція геноциду?» [Архівовано 10 грудня 2008 у Wayback Machine.]

### Англійською мовою
- Ukrainian Genocide Famine Foundation USA [Архівовано 11 серпня 2019 у Wayback Machine.] [Архівовано 11 серпня 2019 у Wayback Machine.]
- Stanislav KULCHYTSKY Why did Stalin exterminate the Ukrainians? [Архівовано 4 травня 2017 у Wayback Machine.]
- Breaches of the Genocide Convention in Ukraine and the Duty to Prevent // The New Lines Institute for Strategy and Policy; Raoul Wallenberg Centre for Human Rights. — May 2022
- The Russian Federation's Escalating Commission of Genocide in Ukraine: A Legal Analysis // The New Lines Institute for Strategy and Policy; Raoul Wallenberg Centre for Human Rights. — July 2023

### Конвенції
- Конвенція про запобігання злочину геноциду та покарання за нього [Архівовано 28 травня 2022 у Wayback Machine.]